# Éric Perrin
Éric Perrin (né le 1er novembre 1975 à Laval dans la province de Québec au Canada) est un joueur professionnel canadien de hockey sur glace. Il évolue au poste de centre.

## Carrière
Il fut admis à l'Université du Vermont en 1993 et se joint à leur équipe de hockey, les Catamounts, pour qui il joue durant 4 saisons raflant au passage plusieurs titres dont celui de la recrue de l'année dans la Eastern College Athletic Conference. Il fut également finaliste pour le Trophée Hobey Baker remis au meilleur joueur universitaire des États-Unis.
En n'étant pas repêché par une équipe de la LNH, il se joint alors aux Lumberjacks de Cleveland de la ligue internationale de hockey pour qui il ne joue que 69 rencontres avant d'être transféré aux Rafales de Québec. En 1998-1999, il joue avec les Blades de Kansas City et reste avec eux pour deux saisons avant de rejoindre la SM-Liiga en Finlande où il évolue durant 3 saisons pour 4 équipes différentes.
Son expérience dans la LNH débute grâce à son bon ami et ancien coéquipier Martin St-Louis qui parle de lui aux dirigeant du Lightning de Tampa Bay, ceux-ci invite alors Perrin à prendre part au camp d'entraînement à l'aube de la saison 2003-2004. Il prendra part à 4 rencontres avec l'équipe 2003-2004 du Lightning en saison régulière et 12 en séries éliminatoires. Il passe le reste de la saison avec le club-école de Tampa Bay dans la Ligue américaine de hockey, les Bears de Hershey.
Son contrat avec Tampa Bay prend fin en 2005 et il se joint la saison suivante au CP Berne qui évolue dans la Ligue nationale A et pour le HC Bienne qui évolue dans la Ligue nationale B Suisse.
En 2006-2007, il s'entend à nouveau avec le Lightning qui lui offre un contrat de un an après lequel Perrin signe un contrat avec l'organisation des Thrashers d'Atlanta.
À l'été 2009, il s'entend avec le Avangard Omsk, équipe de la Ligue continentale de hockey, avant d'effectuer un retour en Finlande avec le JYP Jyväskylä à l'automne 2010.

## Statistiques
| Saison       | Équipe                   | Ligue        |     | Saison régulière | Saison régulière | Saison régulière | Saison régulière | Saison régulière | Saison régulière |    | Séries éliminatoires | Séries éliminatoires | Séries éliminatoires | Séries éliminatoires | Séries éliminatoires | Séries éliminatoires |
| Saison       | Équipe                   | Ligue        | PJ  | B                | A                | Pts              | Pun              | +/-              | PJ               | B  | A                    | Pts                  | Pun                  | +/-                  |                      |                      |
| 1993-1994    | Catamounts du Vermont    | ECAC         | 32  | 24               | 21               | 45               | 34               | -                | -                | -  | -                    | -                    | -                    | -                    |                      |                      |
| 1994-1995    | Catamounts du Vermont    | ECAC         | 35  | 28               | 39               | 67               | 38               | -                | -                | -  | -                    | -                    | -                    | -                    |                      |                      |
| 1995-1996    | Catamounts du Vermont    | ECAC         | 38  | 29               | 56               | 85               | 38               | -                | -                | -  | -                    | -                    | -                    | -                    |                      |                      |
| 1996-1997    | Catamounts du Vermont    | ECAC         | 36  | 26               | 33               | 59               | 40               | -                | -                | -  | -                    | -                    | -                    | -                    |                      |                      |
| 1997-1998    | Lumberjacks de Cleveland | LIH          | 69  | 12               | 31               | 43               | 34               | -6               | -                | -  | -                    | -                    | -                    | -                    |                      |                      |
| 1997-1998    | Rafales de Québec        | LIH          | 13  | 2                | 12               | 14               | 4                | +3               | -                | -  | -                    | -                    | -                    | -                    |                      |                      |
| 1998-1999    | Blades de Kansas City    | LIH          | 82  | 24               | 37               | 61               | 71               | -7               | 3                | 0  | 0                    | 0                    | 0                    | -                    |                      |                      |
| 1999-2000    | Blades de Kansas City    | LIH          | 21  | 3                | 15               | 18               | 16               | 0                | -                | -  | -                    | -                    | -                    | -                    |                      |                      |
| 2000-2001    | Jokerit Helsinki         | SM-liiga     | 6   | 1                | 1                | 2                | 4                | +1               | -                | -  | -                    | -                    | -                    | -                    |                      |                      |
| 2000-2001    | Ässät Pori               | SM-liiga     | 43  | 15               | 23               | 38               | 70               | -8               | -                | -  | -                    | -                    | -                    | -                    |                      |                      |
| 2001-2002    | Ässät Pori               | SM-liiga     | 45  | 13               | 13               | 26               | 16               | -11              | -                | -  | -                    | -                    | -                    | -                    |                      |                      |
| 2001-2002    | HPK Hämeenlinna          | SM-liiga     | 12  | 5                | 10               | 15               | 4                | -4               | 8                | 2  | 4                    | 6                    | 6                    | -                    |                      |                      |
| 2002-2003    | JYP Jyväskylä            | SM-liiga     | 56  | 18               | 28               | 46               | 36               | -3               | 7                | 4  | 6                    | 10                   | 8                    | -                    |                      |                      |
| 2003-2004    | Lightning de Tampa Bay   | LNH          | 4   | 0                | 0                | 0                | 0                | -1               | 12               | 0  | 1                    | 1                    | 6                    | 0                    |                      |                      |
| 2003-2004    | Bears de Hershey         | LAH          | 71  | 21               | 54               | 75               | 49               | -5               | -                | -  | -                    | -                    | -                    | -                    |                      |                      |
| 2004-2005    | Bears de Hershey         | LAH          | 80  | 24               | 49               | 73               | 46               | -2               | -                | -  | -                    | -                    | -                    | -                    |                      |                      |
| 2005-2006    | CP Berne                 | LNA          | 44  | 13               | 25               | 38               | 28               | -                | 6                | 2  | 4                    | 6                    | 8                    | -                    |                      |                      |
| 2005-2006    | HC Bienne                | LNB          | -   | -                | -                | -                | -                | -                | 11               | 5  | 7                    | 12                   | 2                    | -                    |                      |                      |
| 2006-2007    | Lightning de Tampa Bay   | LNH          | 82  | 13               | 23               | 36               | 30               | -7               | 6                | 1  | 1                    | 2                    | 2                    | -4                   |                      |                      |
| 2007-2008    | Thrashers d'Atlanta      | LNH          | 81  | 12               | 33               | 45               | 26               | -5               | -                | -  | -                    | -                    | -                    | -                    |                      |                      |
| 2008-2009    | Thrashers d'Atlanta      | LNH          | 78  | 7                | 16               | 23               | 36               | -2               | -                | -  | -                    | -                    | -                    | -                    |                      |                      |
| 2009-2010    | Avangard Omsk            | KHL          | 55  | 7                | 12               | 19               | 36               | 0                | 3                | 1  | 0                    | 1                    | 16                   | -2                   |                      |                      |
| 2010-2011    | JYP Jyväskylä            | SM-liiga     | 50  | 18               | 32               | 50               | 47               | +24              | 9                | 4  | 3                    | 7                    | 6                    | -1                   |                      |                      |
| 2011-2012    | JYP Jyväskylä            | SM-liiga     | 58  | 19               | 40               | 59               | 20               | +9               | 14               | 4  | 10                   | 14                   | 6                    | +7                   |                      |                      |
| 2012-2013    | JYP Jyväskylä            | SM-liiga     | 59  | 11               | 42               | 53               | 22               | -2               | 11               | 1  | 5                    | 6                    | 2                    | +3                   |                      |                      |
| 2013-2014    | JYP Jyväskylä            | Liiga        | 60  | 16               | 30               | 46               | 28               | -12              | 7                | 1  | 3                    | 4                    | 4                    | -1                   |                      |                      |
| 2014-2015    | JYP Jyväskylä            | Liiga        | 59  | 12               | 43               | 55               | 20               | +3               | 4                | 1  | 2                    | 3                    | 2                    | -2                   |                      |                      |
| 2015-2016    | TPS Turku                | Liiga        | 46  | 10               | 24               | 34               | 4                | +2               | 8                | 2  | 2                    | 4                    | 4                    | 0                    |                      |                      |
| 2016-2017    | TPS Turku                | Liiga        | 43  | 13               | 18               | 31               | 18               | +13              | 6                | 0  | 2                    | 2                    | 0                    | -1                   |                      |                      |
| 2017-2018    | TPS Turku                | Liiga        | 50  | 23               | 20               | 43               | 22               | +7               | 10               | 6  | 3                    | 9                    | 4                    | +2                   |                      |                      |
| 2018-2019    | JYP Jyväskylä            | Liiga        | 56  | 15               | 19               | 34               | 18               | -1               | 3                | 1  | 1                    | 2                    | 0                    | -1                   |                      |                      |
| Totaux LNH   | Totaux LNH               | Totaux LNH   | 245 | 32               | 72               | 104              | 92               | -15              | 18               | 1  | 2                    | 3                    | 8                    | -4                   |                      |                      |
| Totaux Liiga | Totaux Liiga             | Totaux Liiga | 643 | 189              | 343              | 532              | 327              | +29              | 96               | 28 | 47                   | 75                   | 46                   | +11                  |                      |                      |

## Honneurs et trophées
- Eastern College Athletic Conference
  - Nommé la recrue de l'année en 1994.
  - Membre de l'équipe d'étoiles des recrues en 1994.
  - Membre de la première équipe d'étoiles en 1995 et en 1996.
  - Nommé le joueur de l'année en 1996.
- National Collegiate Athletic Association
  - Membre de la première équipe d'étoiles de l'est des États-Unis en 1996.
- Ligue américaine de hockey
  - Membre de la première équipe d'étoiles en 2004.
- Ligue nationale de hockey
  - Vainqueur de la Coupe Stanley avec le Lightning de Tampa Bay en 2004.
- Championnat de Suisse de hockey sur glace D2
  - Champion avec le HC Bienne en 2006.

## Transactions
- 19 juin 2003 : signe à titre d'agent libre avec le Lightning de Tampa Bay.
- 22 août 2005 : signe à titre d'agent libre avec le CP Berne (LNA).
- 14 juin 2006 : signe à titre d'agent libre avec le Lightning de Tampa Bay.
- 1er juillet 2007 : signe à titre d'agent libre avec les Thrashers d'Atlanta.
- 3 septembre 2009 : signe à titre d'agent libre avec le Avangard Omsk de la Ligue continentale de hockey.